# Липа Т. Г. Шевченка (Седнів)

Пам'ятка станом на 1989 рік

Ли́па Т. Г. Шевче́нка (Шевчéнкова л́ипа) — ботанічна пам'ятка природи місцевого значення в Україні. Розташована в смт Седнів Чернігівського району Чернігівської області, на території Лизогубівського (Седнівського) парку.
Площа 0,01 га. Статус присвоєно згідно з рішенням Чернігівського облвиконкому від 27.04.1964 року № 236; від 10.06.1972 року № 303; від 27.12.1984 року № 454; від 28.08.1989 року № 164. Перебуває у віданні: Седнівська середня школа.
Пов'язана з життям Тараса Шевченка. Під нею любив працювати й відпочивати Шевченко, коли відвідував Седнів навесні 1846 року і в березні 1847 року за завданням Археографічної комісії при Київському університеті імені Святого Володимира.
На кінець 1990-х рр. вік дерева становив понад 600 років (за іншими даними, 600-річного віку липа досягла вже на час перебування Тараса Шевченка в Седневі.
Під деревом було встановлено мармурову меморіальну дошку з відповідним текстом, неподалік — пам'ятник Шевченкові: мармурове погруддя на чорному гранітному постаменті (загальна висота пам'ятника  — 2,7 м; автор — Г. В. Бистровський). Пам'ятник і меморіальну дошку відкрито 1957 року.
У 70-х роках ХХ століття дерево тріснуло, вигнило всередині й розкололося. На початку ХХІ ст. крона і стовбурова частина загинули, але пізніше з коріння проросли молоді пагони.

## Галерея

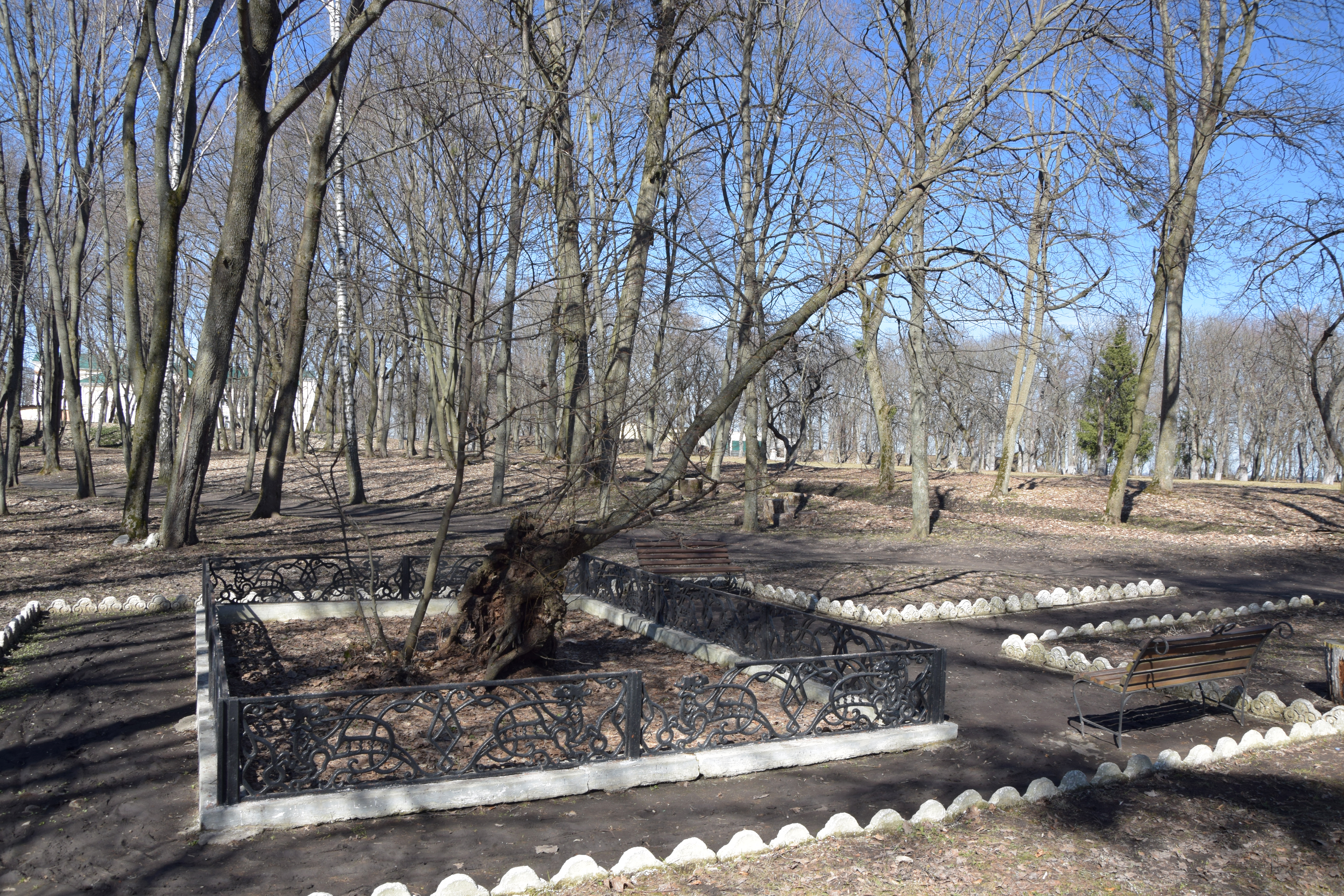
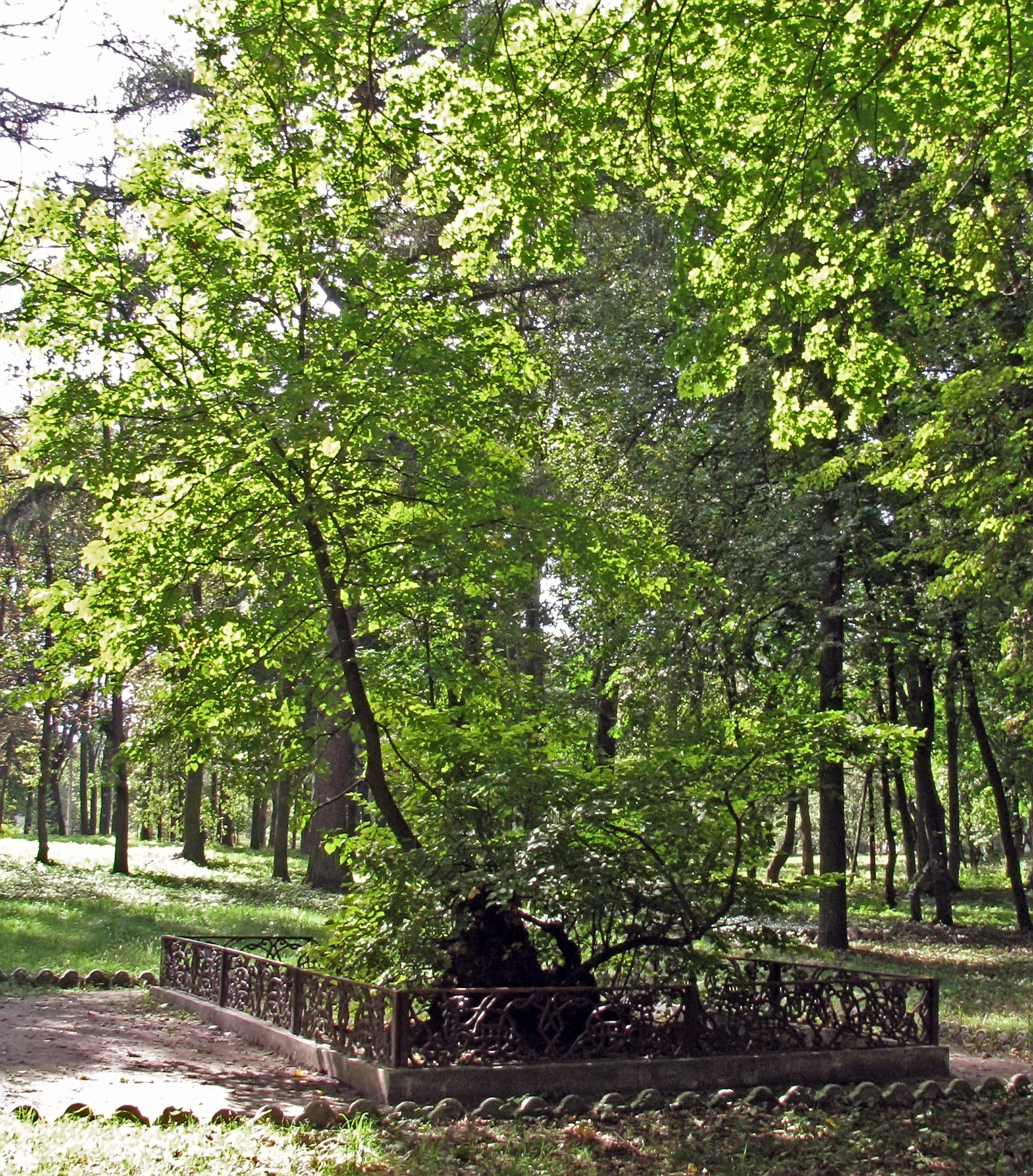
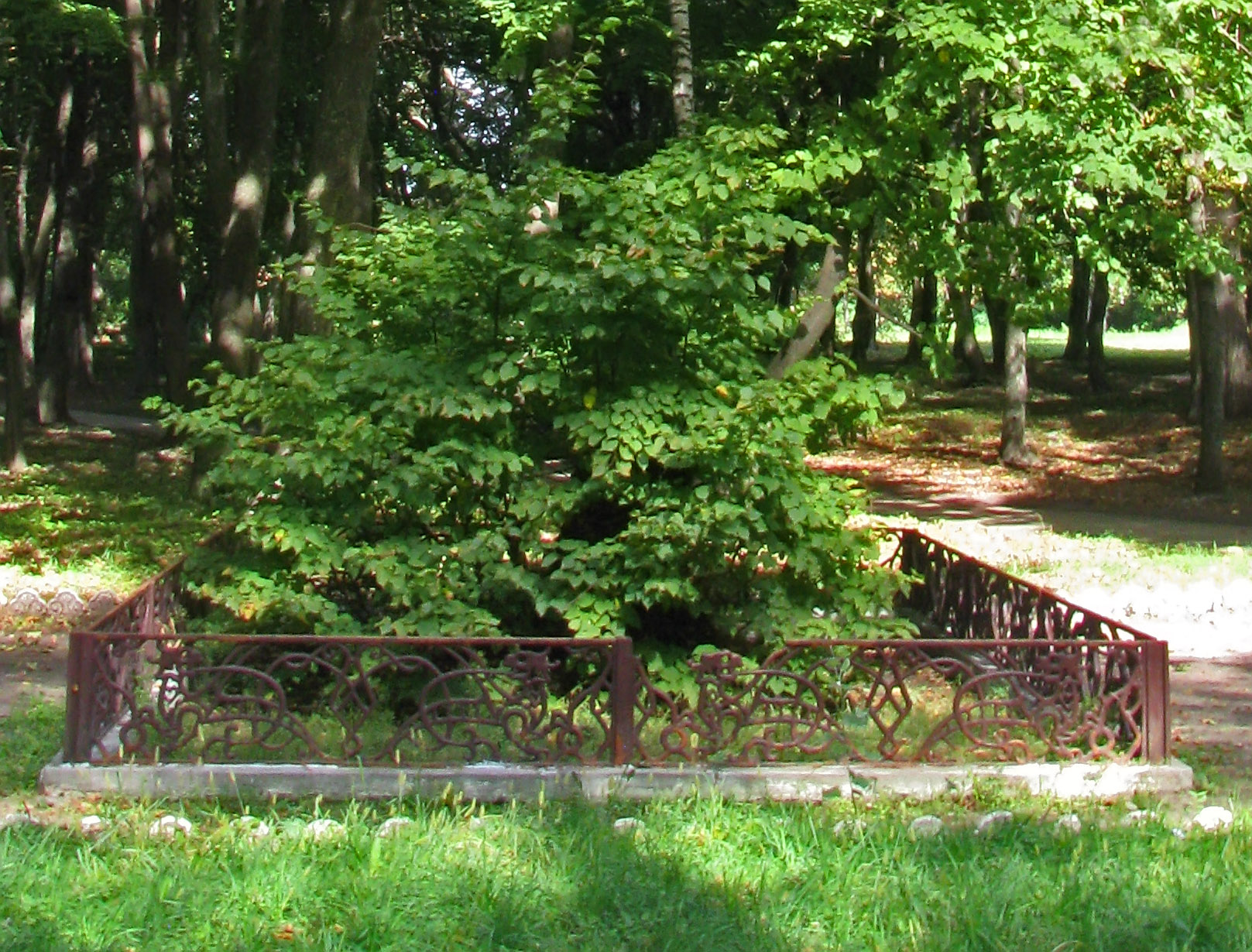